# ایوان مریز
ایوان مریز (انگلیسی: Ivan Mariz؛ ۱۶ ژانویهٔ ۱۹۱۰ – ۱۳ مهٔ ۱۹۸۲) یک بازیکن فوتبال اهل برزیل بود.